# Chromis insolata
Chromis insolata là một loài cá biển thuộc chi Chromis trong họ Cá thia. Loài này được mô tả lần đầu tiên vào năm 1830.

## Từ nguyên
Tính từ định danh insolata trong tiếng Latinh có nghĩa là "phơi nắng; sưởi nắng", được Latinh hóa từ Chauffe-Soleil, tên thường gọi của loài này ở Martinique, hàm ý đề cập đến việc chúng xuất hiện ngay khi mặt trời ló dạng và bơi ở những khu vực có nắng rọi xuống.

## Phạm vi phân bố và môi trường sống
Từ Bermuda và bang North Carolina, C. insolata được phân bố trải dài về phía nam, dọc theo bờ biển đông nam Hoa Kỳ (bao gồm bang Florida) đến vịnh México, bao gồm Bahamas, dọc theo bán đảo Yucatán đến phía tây bắc Cuba và khắp vùng biển Caribe đến Trinidad.
C. insolata sống tập trên các rạn san hô viền bờ ở độ sâu khoảng 10–100 m.

## Mô tả
C. insolata có chiều dài cơ thể lớn nhất được ghi nhận là 16 cm. Cơ thể phần lớn có màu nâu xám (bao gồm vây lưng và vây đuôi); bụng, ngực và vùng dưới đầu màu trắng, kể cả vây hậu môn và vây bụng. Phía cuối vây lưng và rìa ngoài vây đuôi trong mờ hoặc có màu vàng. Cá con có nhiều màu sắc hơn: gáy, lưng và một phần thân trên màu vàng; phần thân còn lại ánh màu tím, trắng dần xuống bụng. Một đường sọc màu xanh óng từ môi trên uốn cong lên trên ổ mắt (cá gần trưởng thành vẫn còn xuất hiện sọc này).
Số gai ở vây lưng: 13; Số tia vây ở vây lưng: 11–12; Số gai ở vây hậu môn: 2; Số tia vây ở vây hậu môn: 11–12; Số tia vây ở vây ngực: 19–20; Số gai ở vây bụng: 1; Số tia vây ở vây bụng: 5.

## Sinh thái học
Thức ăn của C. insolata là động vật phù du, thường hợp thành đàn trên các rạn san hô. Cá đực có tập tính bảo vệ và chăm sóc trứng; trứng có độ dính và bám vào nền tổ.